# Hexacylloepus smithi
Hexacylloepus smithi is een keversoort uit de familie beekkevers (Elmidae). De wetenschappelijke naam van de soort werd in 1898 gepubliceerd door Antoine Henri Grouvelle.